# Генерал-фельдвахтмейстер
Генерал-фельдвахтмейстер (нем. Generalfeldwachtmeister) — младший генеральский чин в армиях Священной Римской империи, Австрии и других германских государств в XVII—XVIII веках.
Назначение генерал-фельдвахтмейстера («генерала — полевого сержанта») первоначально состояло в инспектировании полевой армии и надзоре за формированием бригад и полков в полевых условиях, а также за порядком движения частей.
Генерал-фельдвахтмайстер (сокращенно GFWM) был начальником всех бригадиров и полковников в своем подразделении. Он подчинялся генерал-лейтенанту (в Австрии генерал-фельдмаршал-лейтенанту).
Этот чин соответствовал французскому лагерному маршалу и батальному генерал-сержанту (sargento general de batalla) испанской пехоты времен династии Габсбургов, подчинявшемуся генерал-кампмейстер-лейтенанту (teniente de maestre de campo general).
На уровне полка соответствующие обязанности выполняли фельдвахтмейстер или обристфельдвахтмейстер, обрист-вахтмейстер (оберствахтмейстер), соответствующие испанскому майор-сержанту, или старшему сержанту (sargento mayor).
В австрийской кайзеровской и королевской армии чин генерал-фельдвахтмейстера около 1750 года был переименован в генерал-майора, что так же было заимствованием из испанского языка.